# Jerónimo Secano
Jerónimo Secano (ur. przed 1638 w Saragossie, zm. 15 października 1710 tamże) – pochodzący z Aragonii hiszpański malarz i rzeźbiarz barokowy.
Początkowo uczył się malarstwa w swoim rodzinnym mieście, Saragossie, a następnie wyjechał do Madrytu, gdzie zdobywał doświadczenie pod kierunkiem różnych malarzy. Ćwiczył technikę malarską kopiując dzieła znanych malarzy. Otworzył własną pracownię w Saragossie. Od 1690 zajmował się także rzeźbą. Zachowały się nieliczne dzieła jego autorstwa. Wykonał różne nastawy ołtarzowe, m.in. dla kościoła kapucynów w Calatayud. Miał licznych uczniów malarstwa i rzeźby, jednym z nich był prawdopodobnie Juan Zabalo.
Był dwukrotnie żonaty, jeden z jego synów, Manuel, został malarzem.